# Gonçalo Rodrigues Caldeira
Gonçalo Rodrigues, o Roas, mais tarde Gonçalo Rodrigues Caldeira, foi um militar português, Cavaleiro Nobre nascido na vila da Sertã no século XIV, onde viveu nos reinados de D. Fernando I de Portugal e de D. João I de Portugal.

## Biografia
Devido ao valor demonstrado e à intercessão do Condestável D. Nuno Álvares Pereira, de quem Gonçalo Rodrigues era muito amigo, o Rei D. João I o fez Capitão. Esteve e participou com este posto na batalha de Aljubarrota, onde muito se notabilizou e aí tomou a bagagem aos Castelhanos, nas quais se achavam um anjo de prata e um grande pedaço do Santo Lenho, que ofereceu, respetivamente, a D. João I e a D. Nuno Álvares Pereira. O Rei, por sua vez, deu o anjo à Colegiada de Guimarães, que o conduzia nas procissões das Festas do Anjo. Gonçalo Rodrigues apossou-se, também, duma notável caldeira de bronze, em que se coziam três ou quatro bois juntos, que se guarda no Mosteiro de Alcobaça.
A bravura e valentia demonstradas no campo de batalha levaram o rei D. João I também a enobrece-lo. Segundo Miguel Leitão de Andrada, foi Gonçalo Rodrigues que tomou, na sua versão, não uma mas as famosas três caldeiras de bronze a D. João I de Castela. Isso explicaria porque, ao enobrecê-lo, o rei português teria acrescentado Caldeira ao nome do novo nobre. As mesmas caldeiras passaram também a figurar nas armas de Gonçalo Rodrigues. Por haver tomado aos Castelhanos esta caldeira, a qual se diz que com sua muita força levantou ao ar, e em remuneração dos grandes serviços prestados, lhe mandou o Rei que tomasse por Apelido o de Caldeira, peça lembrada, igualmente, nas suas Armas: de azul, com banda de prata, carregada de três caldeiras de negro, acompanhadas de duas flores-de-lis de ouro; timbre: dois braços de sua cor vestidos de azul, sustentando nas mãos uma caldeira do escudo, ou braço de sua cor armado de prata, sustendo uma caldeira do escudo.
Gonçalo Rodrigues Caldeira teria sido também Secretário de D. João I e foi Notário e Escrivão da Câmara de D. João I, que o casou com Inês de Macedo, filha de Álvaro de Macedo e de sua mulher Joana Ribeiro, de cujo matrimónio deixou filhos e filhas, havendo-os, também, ilegítimos, uns e outros continuadores do Apelido, que trazem as Armas.